# 茂田井教亨
茂田井 教亨（もたい きょうこう、1904年10月12日 - 2000年5月11日）は、日蓮宗の僧、仏教学者。

## 生涯
東京市（現東京都中央区）出身。立正大学文学部国文科卒、同助教授、教授、立正大学日蓮教学研究所所長。1975年名誉教授。1989年「観心本尊抄研究序説 宗学体系化への試み」で立正大学より文学博士の学位を取得。東京杉並堀之内の妙法寺山主、八王子の最教寺住職を務めた。
清水龍山に師事。日蓮を宗教哲学の観点からとらえた。

## 著書
- 『日蓮聖人の書簡』平楽寺書店 法華新書 1955
- 『観心本尊抄研究序説 宗学体系化への試み』山喜房仏書林 1964
- 『日蓮聖人御消息文講話』山喜房仏書林 1964
- 『日蓮書簡に聞く』教育新潮社 1966
- 『日蓮宗入門 茂田井教亨集 昭和仏教全集』教育新潮社 1968
- 『法華経入門』大蔵出版 大蔵新書 1976
- 『開目抄講讃』山喜房仏書林 1977
- 『法華経者の精神』大蔵出版 大蔵新書 1979
- 『日蓮の法華経観』佼成出版社 1980
- 『日蓮教学の根本問題』平楽寺書店 1981
- 『日蓮の行法観 その思想と生涯』佼成出版社 1981
- 『本尊抄講讃』山喜房仏書林 1983-87
- 『日蓮 その人と心』春秋社 1984
- 『日蓮の人間観』佼成出版社 1984
- 『法華経を味わう』佼成出版社 1985
- 『日蓮の信心観』佼成出版社 1986
- 『報恩抄講讃』佼成出版社 1989
- 『法華経入門』大蔵出版 1995
- 『『観心本尊抄』を語る』北川前肇責任編集 立正知恩会 2002

### 共著編
- 『世界教育宝典 仏教教育宝典 4 法然,親鸞,日蓮集』塚本善隆,早島鏡正共編 玉川大学出版部 1972
- 『日蓮聖人研究』宮崎英修共編 平楽寺書店 1972
- 『不安に立つ 親鸞・日蓮の世界と現代』安田理深共著 東京新聞出版局 1980
- 『純粋宗学を求めて 室住一妙遺稿集』編 山喜房仏書林 1987

## 論文
- Cinii